# Беніто Перес Бріто
Беніто Перес Бріто де лос Ріос-і-Фернандес Вальделомар (ісп. Benito Pérez Brito de los Ríos y Fernández Valdelomar; 1747 — 3 серпня 1813) — іспанський військовик і колоніальний чиновник, віце-король Нової Гранади від 1812 до 1813 року.

## Біографія
1762 року вступив на військову службу до Наваррського полку. В Америці обіймав різні посади, зокрема був лейтенантом (дорученцем) короля в Пуерто-Рико та Гавані. 1797 року отримав звання фельдмаршала. Від 1800 до 1811 року обіймав посаду капітан-генерала й інтенданта Юкатану.
В серпні 1810 року був призначений на посаду віце-короля Нової Гранади. Спочатку він затримався в Мериді й Гавані, щоб зібрати сили для відвоювання Картахени, що перебувала в руках повстанців. Своєю столицею Бріто зробив Портобело в Панамі, оскільки столиця колонії, Богота, також була захоплена борцями за незалежність. До Портобело віце-король прибув 19 лютого 1812 року, не отримавши жодних військових підкріплень.
Бріто був усунутий від посади в листопаді 1812 (фактично вийшов у відставку в травні наступного року) під тиском Кадісського уряду. Помер у Панамі 3 серпня 1813 року.